# Calamagrostis sichuanensis
Calamagrostis sichuanensis là một loài thực vật có hoa trong họ Hòa thảo. Loài này được J.L.Yang mô tả khoa học đầu tiên năm 1983.